# Подсемёновка
Подсемёновка (бел. Падсямёнаўка) — деревня в Коммунаровском сельсовете Буда-Кошелёвского района Гомельской области Белоруссии.

## География

### Расположение
В 19 км на юго-восток от Буда-Кошелёво, 6 км от железнодорожной станции Уза (на линии Жлобин — Гомель), 21 км от Гомеля.

## Транспортная сеть
Рядом шоссе Довск — Гомель. Планировка состоит из короткой почти прямолинейной, близкой к широтной ориентации улицы. Застройка деревянная усадебного типа.

## История
Основана в XIX веке переселенцами преимущественно из деревни Семёновка (сейчас деревня Калинино). В 1926 году в Особинском сельсовете Уваровичского района Гомельского округа. В 1929 году организован колхоз. На фронтах Великой Отечественной войны погибли 19 жителей деревни. В 1959 году в составе межхозяйственного предприятия «Особино» (центр — посёлок Коммунар).

## Население

### Численность
- 2004 год — 33 хозяйства, 53 жителя.

### Динамика
- 1925 год — 24 двора.
- 1959 год — 198 жителей (согласно переписи).
- 2004 год — 33 хозяйства, 53 жителя.